# Schiller-Gedächtnispreis

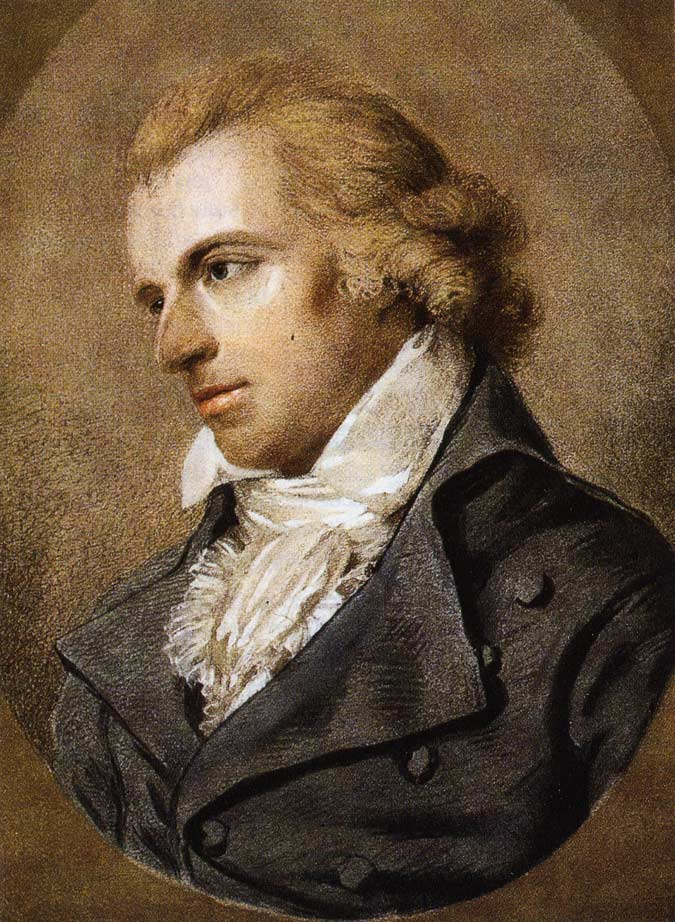
Priset instiftades till Friedrich Schillers minne

Schiller-Gedächtnispreis ("Schiller-minnespriset") är ett tyskt litteraturpris till diktaren Friedrich Schillers minne som delas ut i Baden-Württemberg. Det instiftades 1955 och delas ut vart tredje år på Schillers födelsedag den 10 november. Prisvinnaren ska ha åstadkommit "ett enastående arbete inom tysk litteratur eller humaniora". Prissumman är 25.000 euro.

## Pristagare
- 1955 Rudolf Kassner
- 1957 Rudolf Pannwitz
- 1959 Wilhelm Lehmann
- 1962 Werner Bergengruen
- 1962 Heinar Kipphardt
- 1965 Max Frisch
- 1968 Günter Eich
- 1971 Gerhard Storz
- 1974 Ernst Jünger
- 1977 Golo Mann
- 1980 Martin Walser
- 1983 Christa Wolf
- 1986 Friedrich Dürrenmatt
- 1989 Käte Hamburger
- 1992 Volker Braun
- 1995 Peter Handke
- 1998 Hans Joachim Schädlich
- 2001 Alexander Kluge
- 2004 Christoph Hein
- 2007 Botho Strauß
- 2010 Tankred Dorst
- 2013 Rainald Goetz
- 2016 Ror Wolf
- 2019 Nino Haratischwili[2]